# Whitfieldia preussii
Whitfieldia preussii är en akantusväxtart som beskrevs av C. B. Cl.. Whitfieldia preussii ingår i släktet Whitfieldia och familjen akantusväxter. Inga underarter finns listade i Catalogue of Life.